# Schweinbarther Berg
Der Schweinbarther Berg ist ein Berg mit einer Seehöhe von 337 m ü. A. im Weinviertel bei Kleinschweinbarth in Niederösterreich. Wegen seiner Nähe zur tschechischen Staatsgrenze und der Stadt Nikolsburg wurden ab 1963 von heimatvertriebenen Südmährern einige Gedenkstätten errichtet, so dass der Berg heute auch als Kreuzberg bezeichnet wird. Der Berg beherbergt naturschutzfachlich bemerkenswerte Karbonatfelstrockenrasen von nationaler Bedeutung. Am westlichen Fuße fließt der Niklasgraben.

## Geologie
Der Schweinbarther Berg ist Teil der Waschbergzone, einem geologischen Streifen, der sich vom Waschberg (388 m ü. A.) und Michelberg (409 m ü. A.) bei Stockerau über die Leiser Berge (491 m ü. A.), die Staatzer Klippe (332 m ü. A.) und eben den Schweinbarther Berg (337 m ü. A.) bis zu den Pollauer Bergen (554 m n.m.) in Südmähren erstreckt. Die Zone entstand, als zwei geologische Einheiten – die Molassezone und das Wiener Becken – im Zuge der Alpidischen Gebirgsbildung im unteren Miozän vor rund 17 Millionen Jahren aufeinander geschoben wurden. Dabei wurden autochthone Gesteine aus dem Untergrund abgeschürft, an die Oberfläche befördert und „schwimmen“ nun sozusagen in der umgebenden mergeligen Klippenhülle ohne eine Verbindung zum kristallinen Untergrund zu besitzen (Durchspießungsklippen). Da die Kalkgesteine härter als die Hülle sind, wurden sie durch Verwitterung freigelegt und bilden markante Landschaftselemente.
Der Schweinbarther Klippe besteht aus organodetritischem Kalkstein der Ernstbrunn-Formation, welche aus dem Tithonium stammt.

## Natur
Die Vegetation der Klippe ist maßgeblich vom geologischen Untergrund, dem harten und langsam verwitternden Jurakalk geprägt. Bedingt durch die exponierte und daher trockene Lage sowie die skelettreichen Böden, konnte auf der Klippe eine bemerkenswerte pannonische Substratsteppe entstehen. Die Karbonatfelstrockenrasen beherbergen die Pflanzenassoziationen Minuartio setaceae-Seslerietum caeruleae und Poo badensis-Festucetum pallentis. Die Trockenrasen können als weniger artenreiche Ausläufer der berühmten Trockenrasen der Pollauer Berge in Südmähren gelten. Im österreichischen Trockenrasenkatalog wurde der Schweinbarther Berg als „national bedeutend“ eingestuft. Am Berg existieren verschiedene Trockenrasentypen auf engem Raum nebeneinander: Am Südhang und auf den trockenen Felsen herrschen lückige Kalkfelsfluren mit Bleich-Schaf-Schwingel (Festuca pallens), Baden-Rispe (Poa badensis), Kalk-Blaugras (Sesleria caerulea), Wimper-Perlgras (Melica ciliata), Berg-Steinkraut (Alyssum montanum), Liege-Nadelröschen (Fumana procumbens) und Berg-Gamander (Teucrium montanum) vor. Auf Felsgrus entwickelten sich Sukkulentenfluren mit den Arten Ausläufer-Kugel-Fransenhauswurz (Jovibarba globifera subsp. globifera), Weiß-Mauerpfeffer (Sedum album) und Mild-Mauerpfeffer (Sedum sexangulare). Auf dem frischeren und felsigen Nord- und Westhang befinden sich ziemlich dichte Erdseggen-Blaugras-Trockenrasen. In der Lücken der Rasen haben sich Annuellenfluren entwickelt, während auf Feinerdeauflagen über Kalk  Walliserschwingel-Trockenrasen entstanden. In den unteren Hangbereichen bestehen Pfriemengrastrockenrasen und Fiederzwenken- und Trespen-Halbtrockenrasen. Eine Gefährdung besteht durch Aufforstung, an manchen Stellen durch die Trittwirkung der Besucher der Südmährergedenkstätten sowie eine weitere touristische Erschließung durch Rastplätze und Stufen.

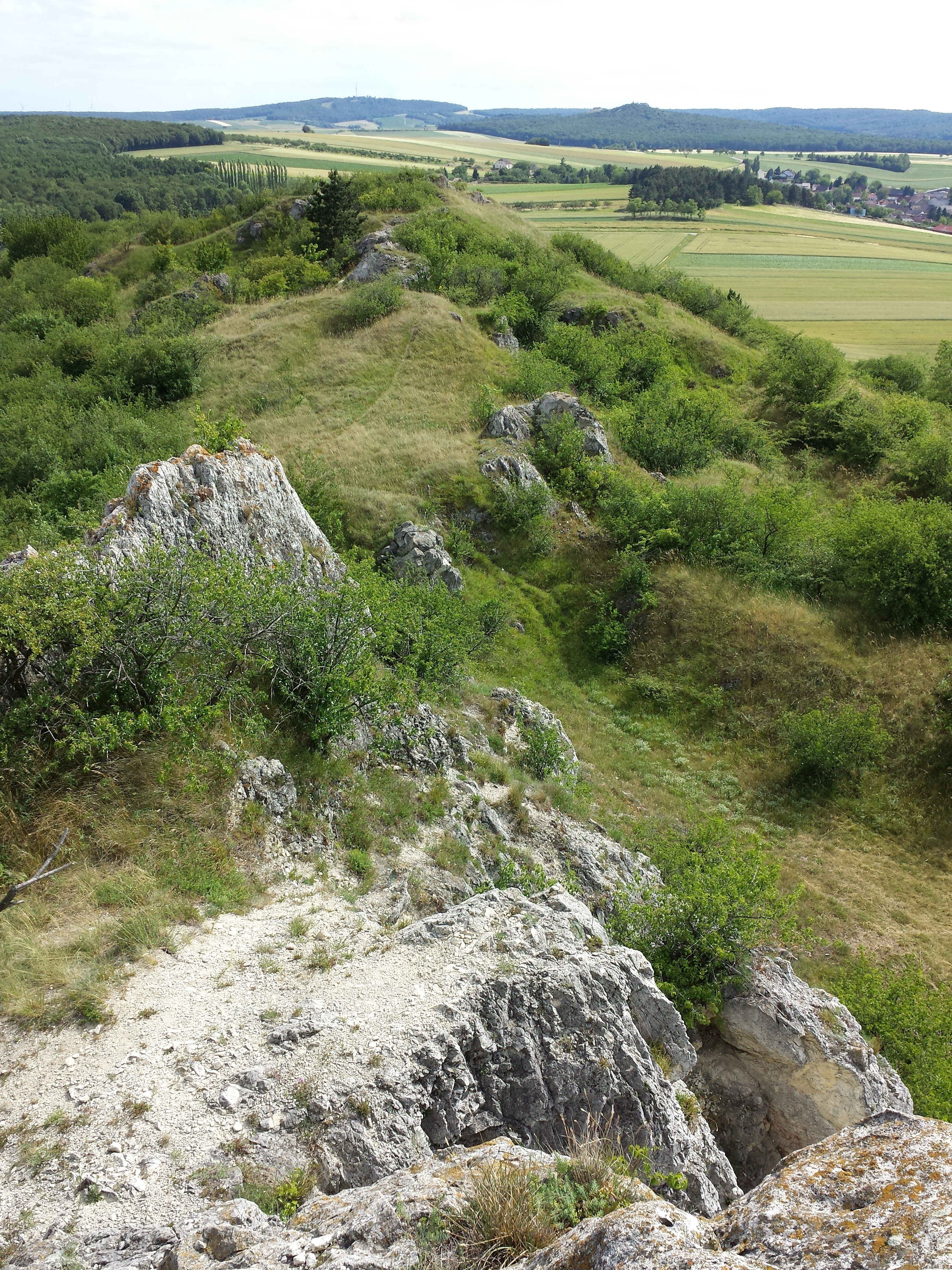
Blick vom Gipfel Richtung Süden, im Vordergrund die Felssteppe.
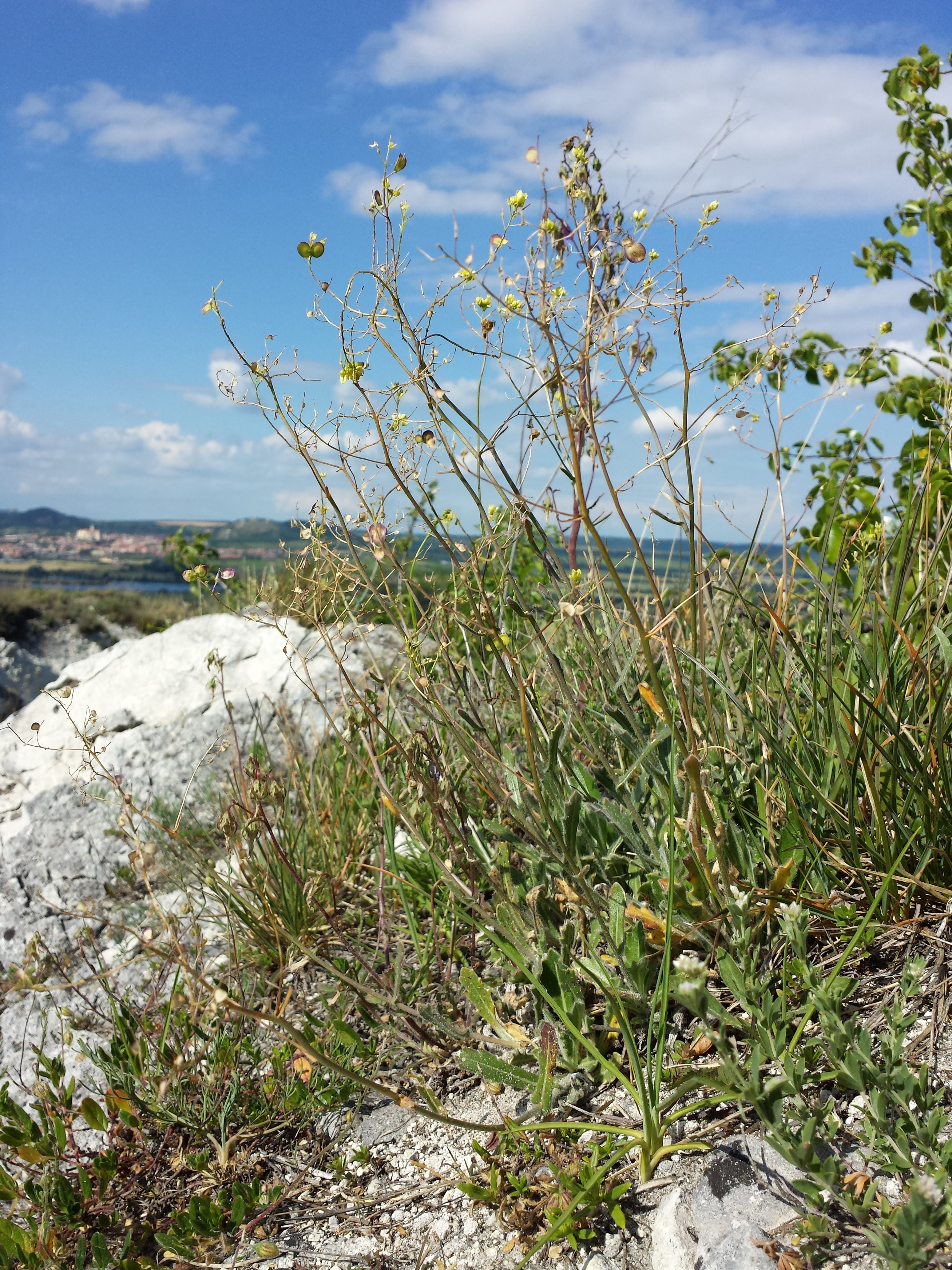
Das Kerner-Glatt-Brillenschötchen (Biscutella laevigata subsp. kerneri) ist eine sehr selten auftretende botanische Rarität und gilt in Österreich als gefährdet.
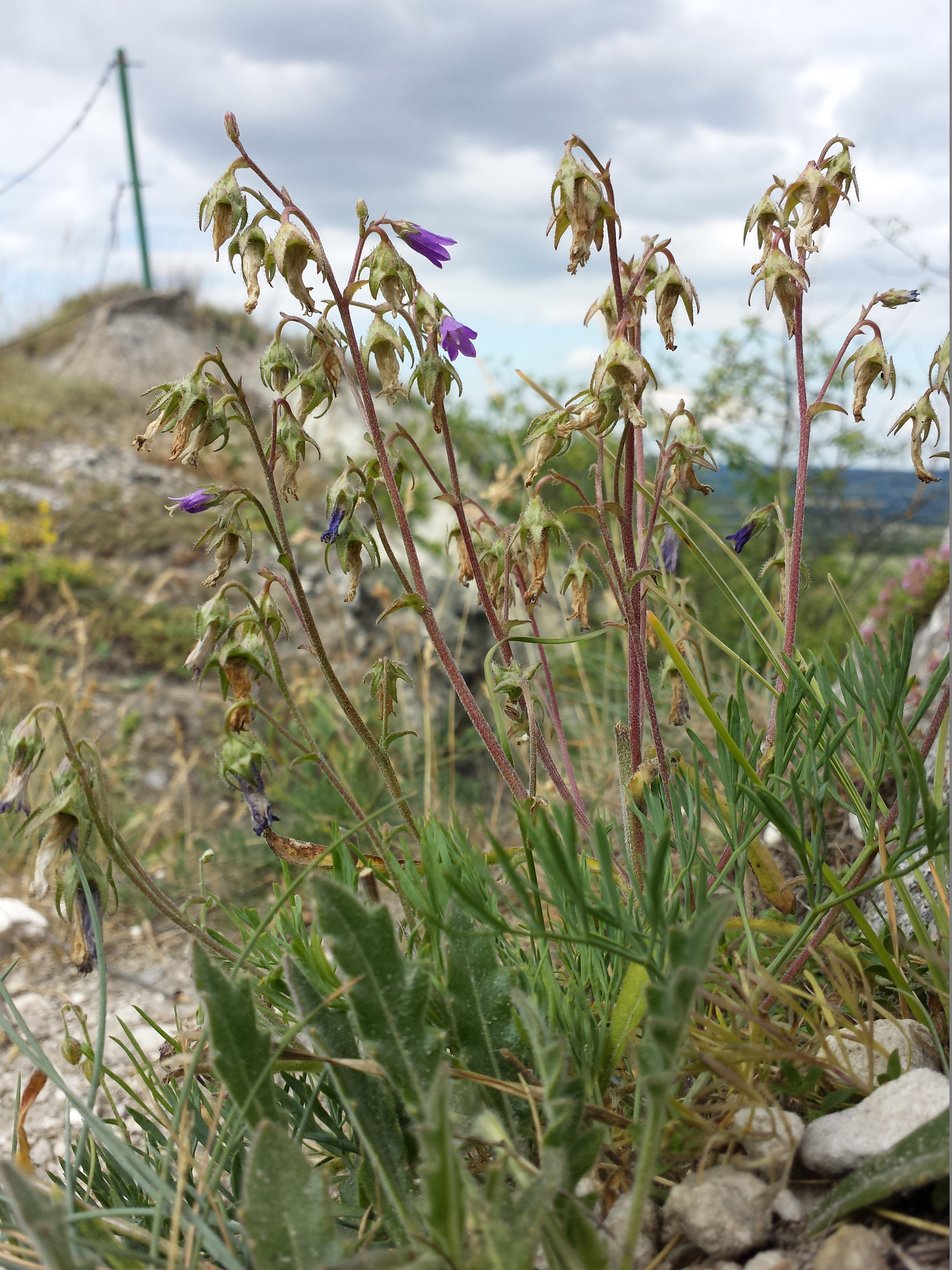
Die Sibirien-Glockenblume (Campanula sibirica) ist eine typische Bewohnerin von Fels- und Rasensteppen und in Österreich gefährdet.
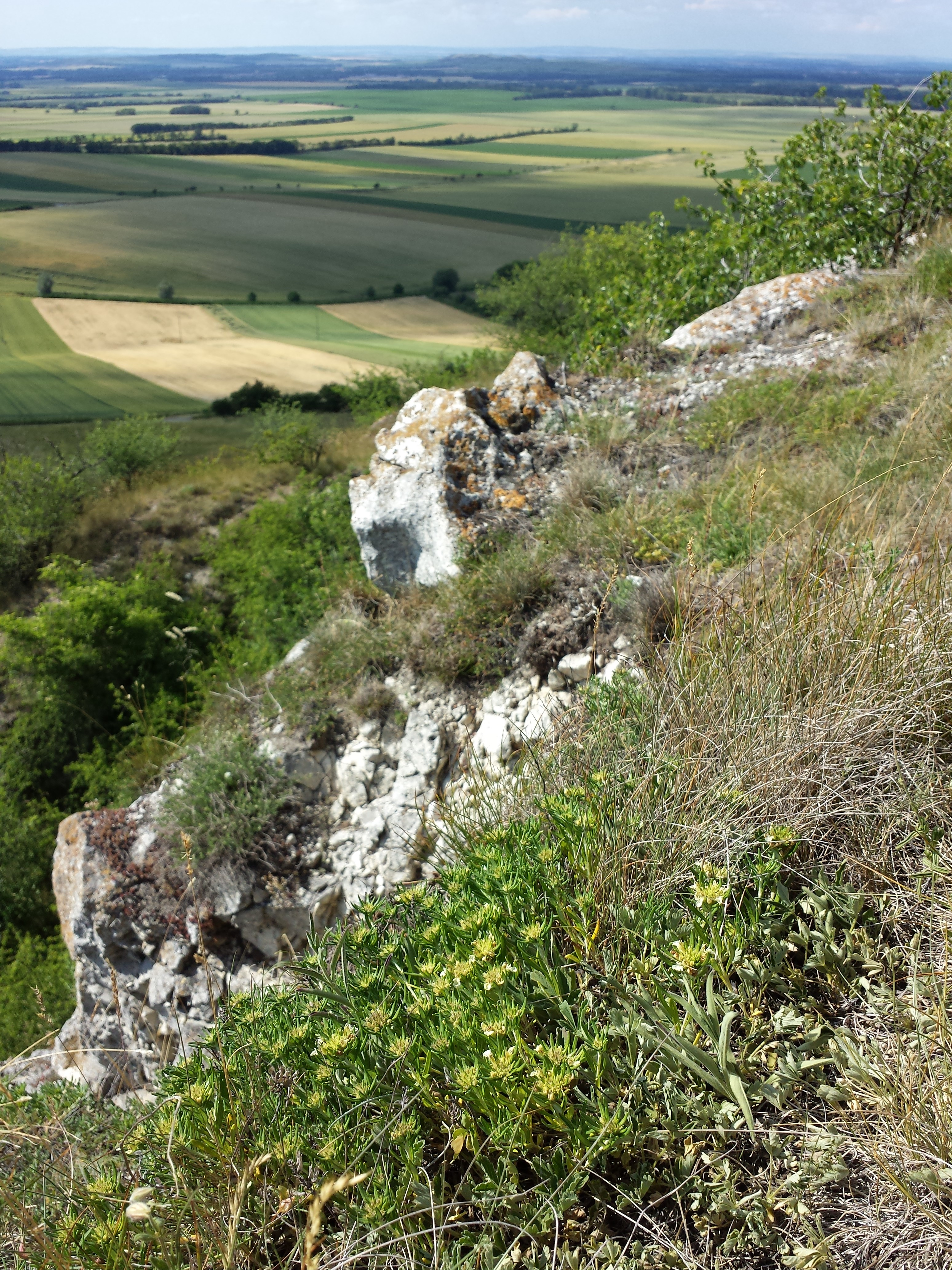
Die steil abfallenden Kalkfelsen mit Berg-Gamander (Teucrium montanum) im Vordergrund.
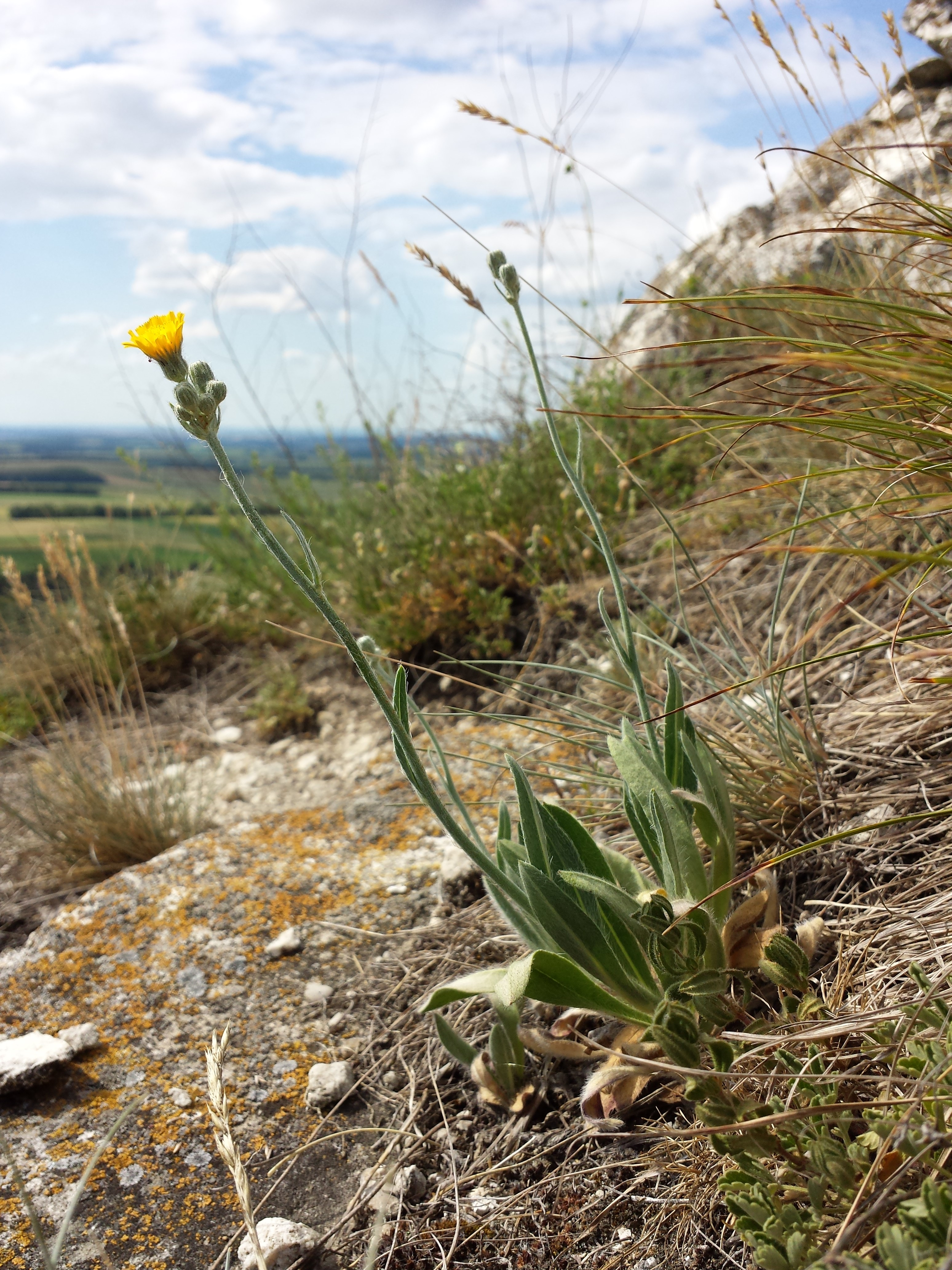
Das Natterkopf-Habichtskraut (Pilosella echioides) tritt im pannonischen Gebiet Österreichs nur selten auf und gilt als gefährdet.
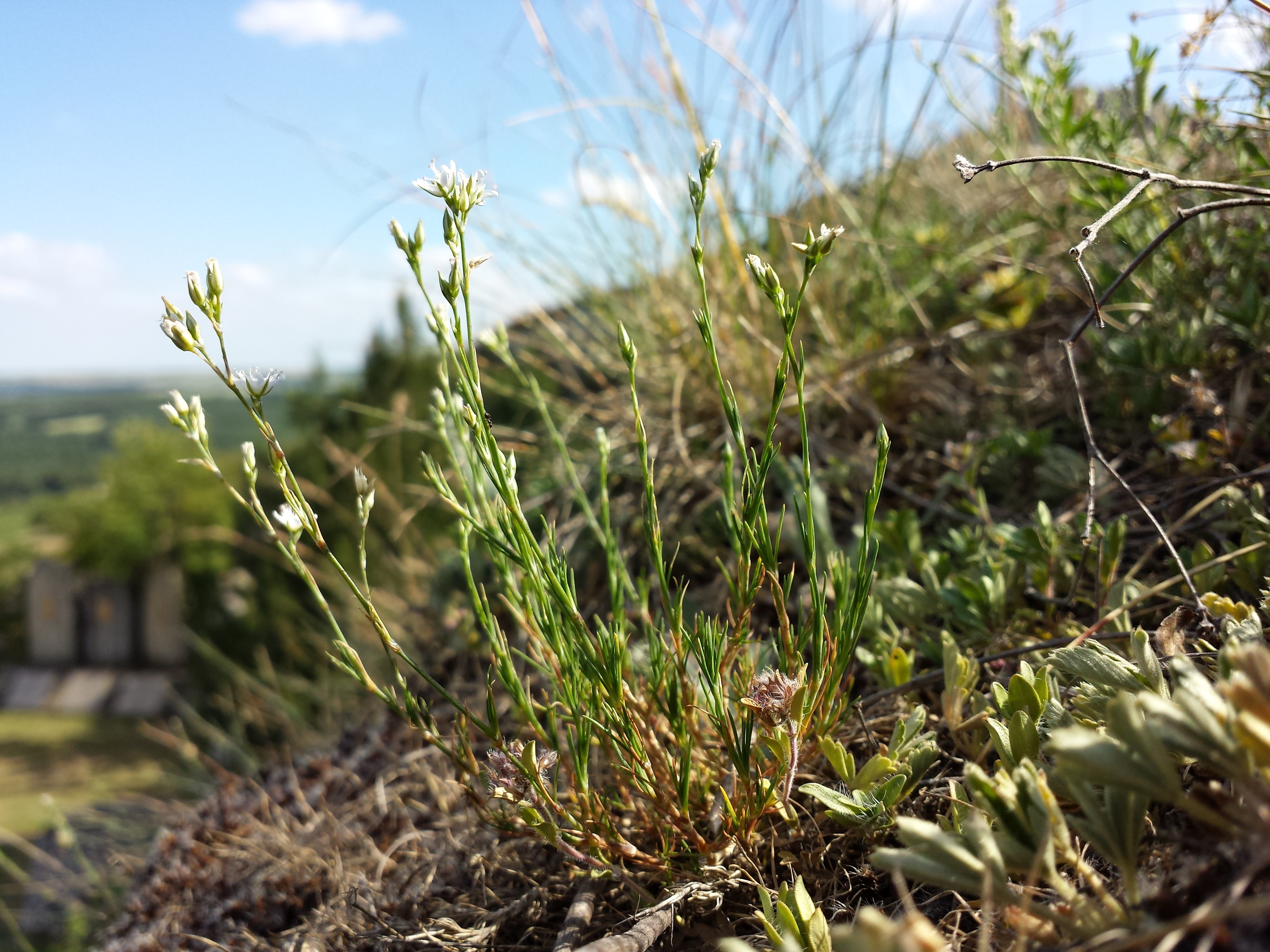
Die kalkliebende Borsten-Miere (Minuartia setacea) ist namensgebend für eine Pflanzenassoziation der Karbonatfels-Trockenrasen und in Österreich gefährdet.
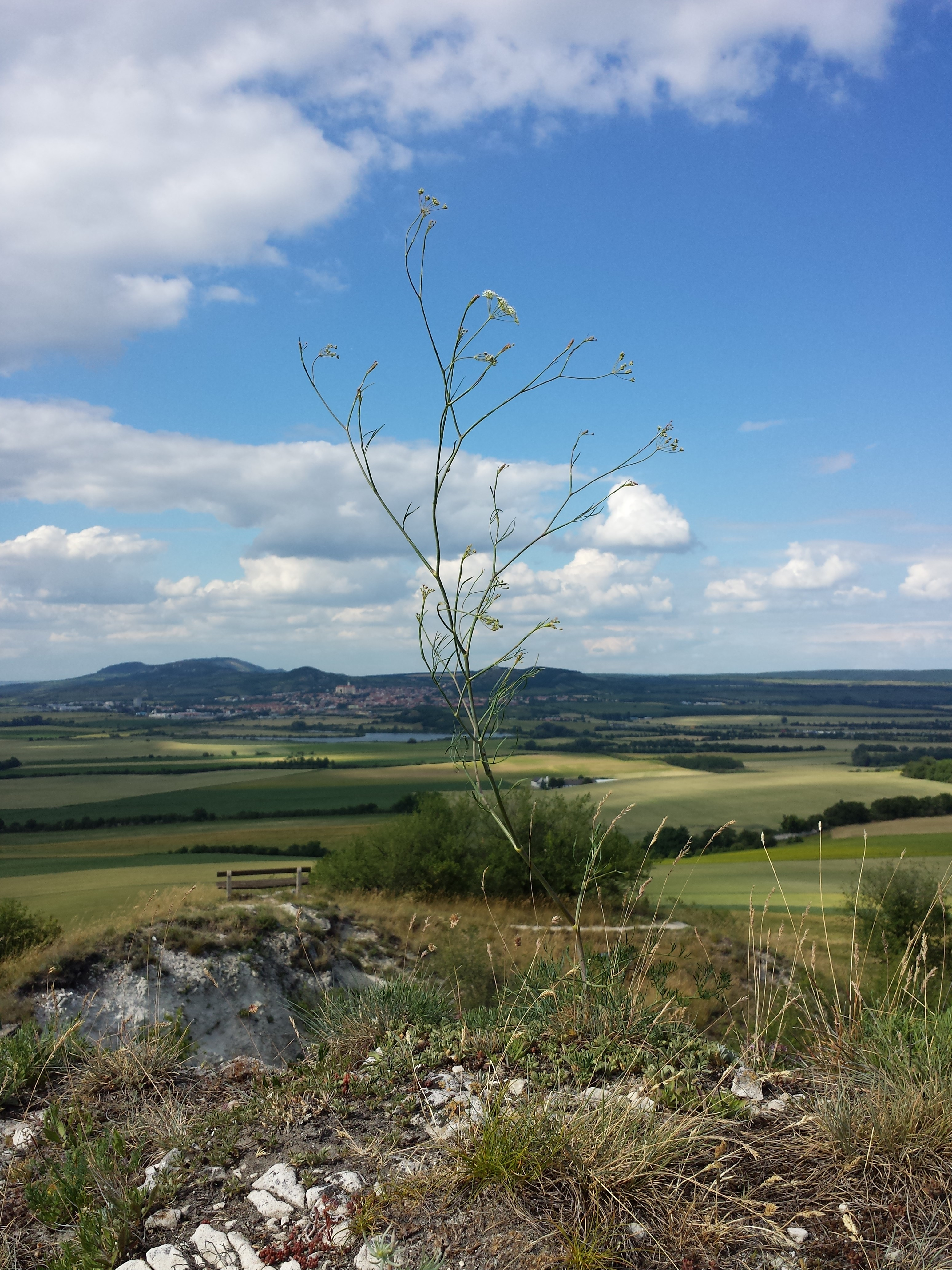
Der Meergrün-Sesel (Seseli elatum agg.) ist eine Pflanze der Felsfluren und gilt in Österreich als gefährdet.

## Geschichte

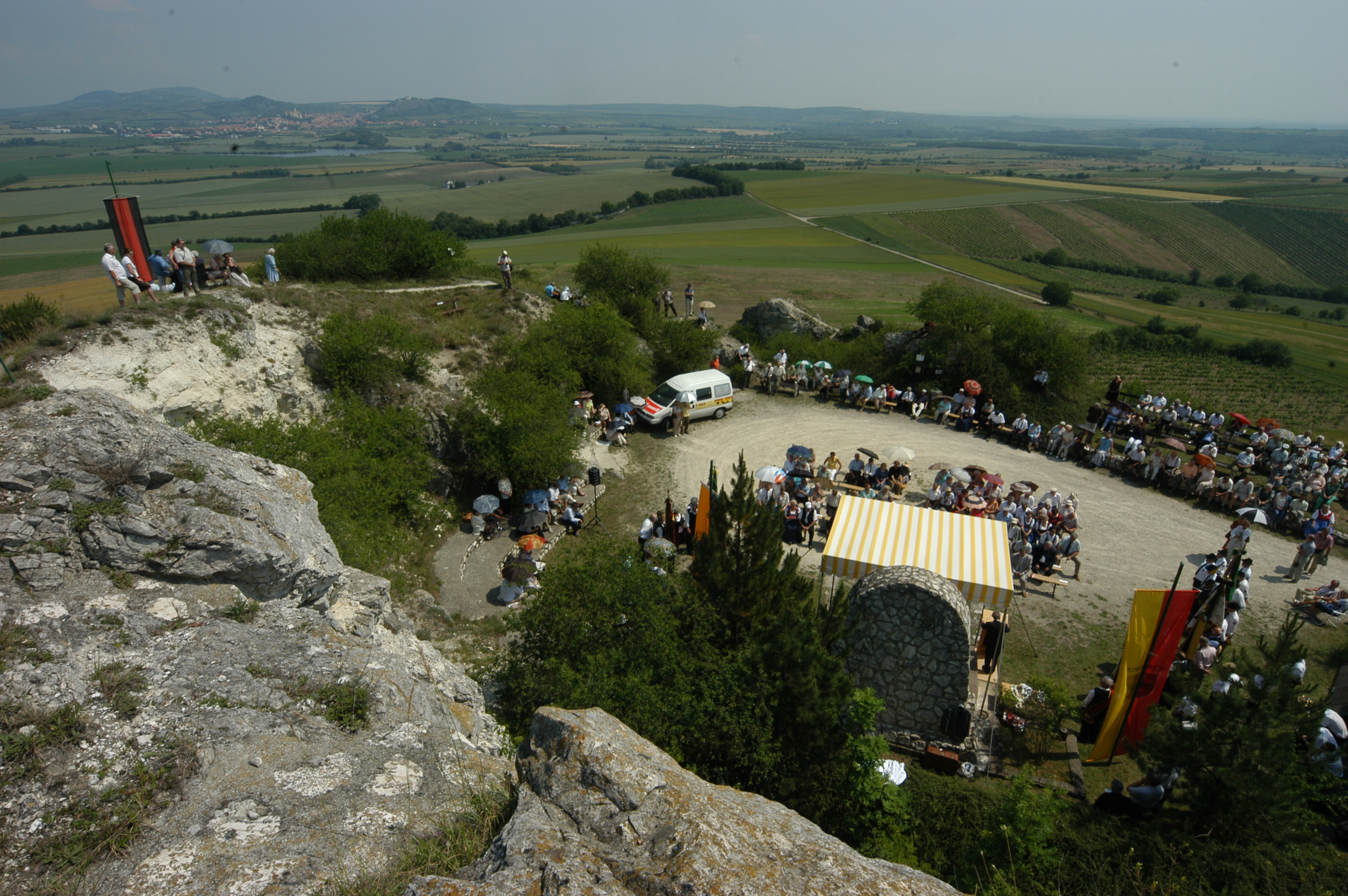
Kreuzbergtreffen im Jahr 2007

Der Schweinbarther Berg war bis auf einen kleinen Steinbruch für die Bevölkerung von Kleinschweinbarth bedeutungslos. Erst mit der Aufstellung des Südmährerkreuzes im Dezember 1962 sowie der Errichtung von Stiegenanlagen und von Sicherungsanlagen gegen Absturz entwickelte er sich vor allem unter Heimatvertriebenen zu einem Anziehungspunkt mit guter Sicht auf die benachbarte Stadt Mikulov in der damaligen Tschechoslowakei.
Die alljährlichen Kreuzbergtreffen der heimatvertriebenen Südmährer – lediglich 1973 fiel das Treffen wegen Maul- und Klauenseuche aus – und die Errichtung zusätzlicher Gedenkstätten steigerten den Bekanntheitsgrad.
Am 17. Juni 1990 wurde im Rahmen der Feldmesse beim Kreuzbergtreffen die vom Südmährischen Landschaftsrat und dem Dachverband der Südmährer in Österreich auf Anregung des Obmanns des Kulturvereins Nikolsburg – Rainer Elsinger – durchgeführte Neugestaltung der Anlage geweiht.
Der Umstand, dass sich der Schweinbarther Berg in Privatbesitz des Grafen Fünfkirchen befand und nach einem eventuellen Verkauf ein neuer Besitzer weitere Aktivitäten oder gar den Zutritt verweigern könnte, verunsicherte den Dachverband der Südmährer in Österreich. Um sichere Verhältnisse zu schaffen, wurde die Gemeindevertretung der Großgemeinde Drasenhofen ersucht, den Berg zu erwerben, was auch geschah.
Der Schweinbarther Berg wird heute oft als Kreuzberg bezeichnet. In der amtlichen topographischen Karte wird er als Schweinbarther Berg bezeichnet.
Eine der treibenden Kräfte für die Aktivitäten am Schweinbarther Berg war Erwin Zajicek, der letzte noch lebende deutsche Minister der Tschechoslowakei.

## Gedenkstätten
| Lage                         | Gedenkstätte                                          | Errichtet | Beschreibung | Bild |
| ---------------------------- | ----------------------------------------------------- | --------- | --- | ---- |
| 48° 45′ 45″ N, 16° 36′ 49″ O | Südmährenkreuz                                        | 1963      | Gleichzeitig mit der Weihe des Südmährerkreuzes fand am 7. Juli 1963 auch das erste Treffen heimatvertriebener Südmährer in Kleinschweinbarth statt. 1964 wurde vor dem Kreuz ein steinerner Altar errichtet und 1974 der am Kreuz angebrachte Dornenkranz geweiht. 1970 wurde das Südmährerkreuz an Stelle des 1945 gesprengten Heldendenkmals bei Klentnitz zum Mahnmal für alle gefallenen und verstorbenen Südmährer erhoben. |      |
| 48° 45′ 41″ N, 16° 36′ 47″ O | Hubertuskapelle                                       | 1975      | Die Hubertuskapelle wurde von der Jagdgesellschaft Kleinschweinbarth errichtet und am 18. Mai im Rahmen einer Feldmesse geweiht. Im Inneren der Kapelle befinden sich ein Mosaik mit einer Darstellung des heiligen Hubertus von Lüttich und eine Gedenktafel mit den Namen der am Bau beteiligten Mitglieder. |      |
| 48° 45′ 46″ N, 16° 36′ 50″ O | Kriegerdenkmal der Südmährer                          | 1975      | Am 1. Juni 1925 wurde in Klentnitz ein Kriegerdenkmal für die im Ersten Weltkrieg gefallenen Südmährer geweiht. 1945 wurde es von Tschechen gesprengt. Am 1. Juni 1975 wurde auf einem Platz unterhalb des Südmährerkreuzes ein neues Denkmal für die Gefallenen beider Weltkriege und die Opfer der Vertreibung geweiht. |      |
| 48° 45′ 47″ N, 16° 36′ 50″ O | Landkarte Südmährens                                  | 1988      | Die Gedenkstätte mit einer in eine Steinplatte gravierten Landkarte Südmährens wurde mit Blick auf die Stadt Nikolsburg errichtet und soll einen Überblick über das von der Vertreibung der Südmährer betroffene Gebiet geben. |      |
| 48° 45′ 45″ N, 16° 36′ 48″ O | Untertannowitz                                        | 1989      | Die Weihe der Gedenkstätte der Untertannowitzer erfolgte am 27. Mai 1989. |      |
| 48° 45′ 48″ N, 16° 36′ 51″ O | Nikolsburg                                            | 1989      | Der Nikolsburger Stadtgedenkstein wurde an der Nordseite des Schweinbarther Berges aus einem Natursteinsockel mit aufgesetzter Granitplatte, in die eine Panoramadarstellung der Stadt und der Pollauer Berge gemeinsam mit zahlreichen historischen und statistischen Angaben eingraviert wurden. Die Weihe erfolgte am 27. Mai 1989.                                                                                            |      |
| 48° 45′ 45″ N, 16° 36′ 50″ O | Kreisdenkmäler                                        | 1990      | Vier mit den aus Bronze gegossenen Wappen der südmährischen Heimatkreise Znaim, Nikolsburg, Zlabings und Neubistritz und Tafeln mit Beschreibungen des jeweiligen Kreises und seiner Städte, Marktgemeinden und Dörfer wurden am 17. Juni 1990 geweiht. |      |
| 48° 45′ 47″ N, 16° 36′ 50″ O | Pohrlitz                                              | 2000      | Der Gedenkstein wurde im Jahr 2000 geweiht. |      |
|                              | Gedenkstein „50 Jahre Kreuzberg“ und Siegfried Ludwig | 2013      | Der Gedenkstein wurde im Jahr 2013 geweiht |      |

Weiters finden sich auf dem Weg zum Schweinbarther Berg noch drei Gedenktafeln sowie ein Gedenkstein beim Südmährenkreuz für

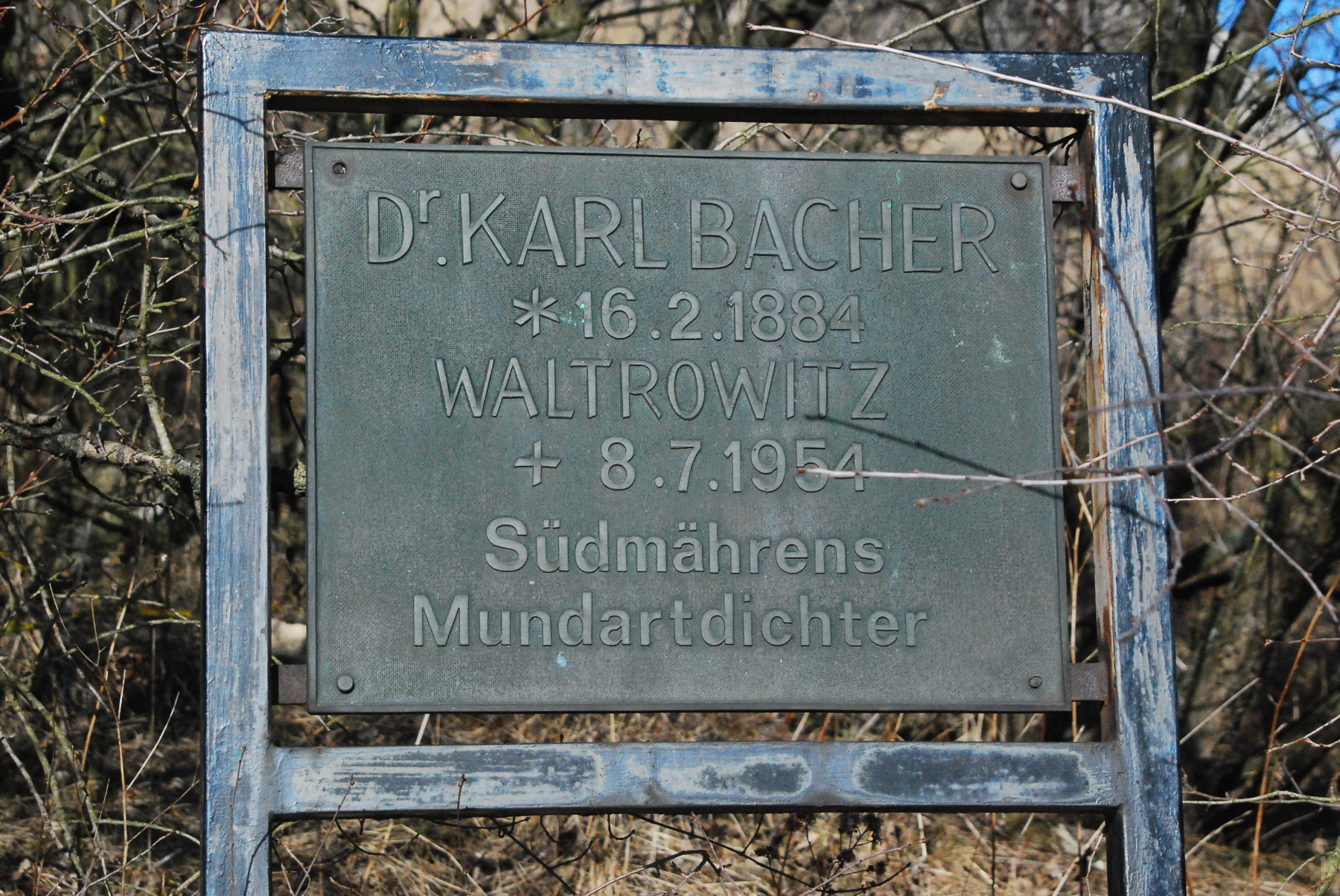
Karl Bacher (* 16. Februar 1884; † 8. Juli 1954) 48° 45′ 39″ N, 16° 36′ 46″ O
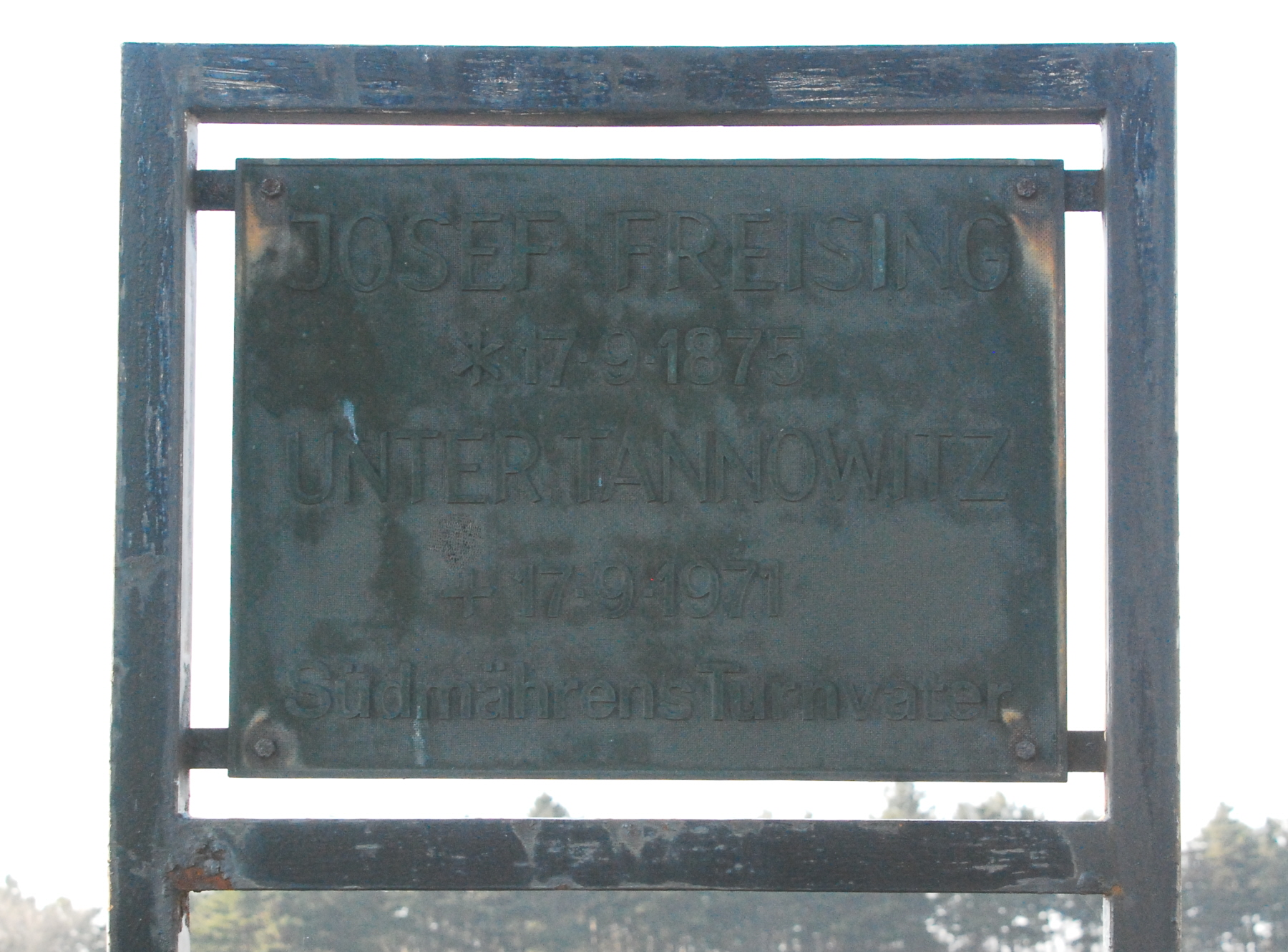
Josef Freising (* 17. September 1875; † 17. September 1971) 48° 45′ 16″ N, 16° 36′ 32″ O
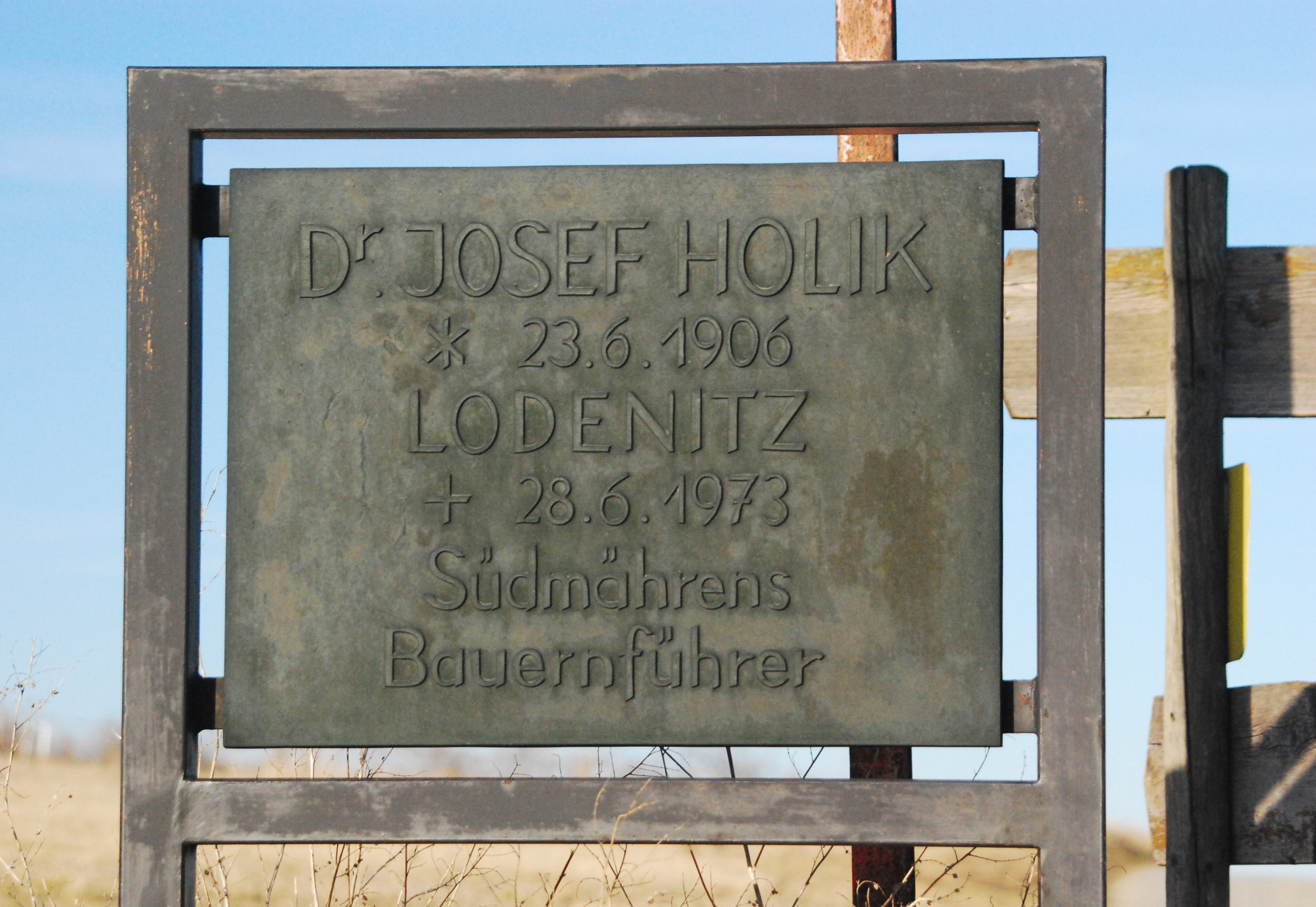
Josef Holik (* 23. Juni 1906; † 28. Juni 1973) 48° 45′ 34″ N, 16° 36′ 52″ O
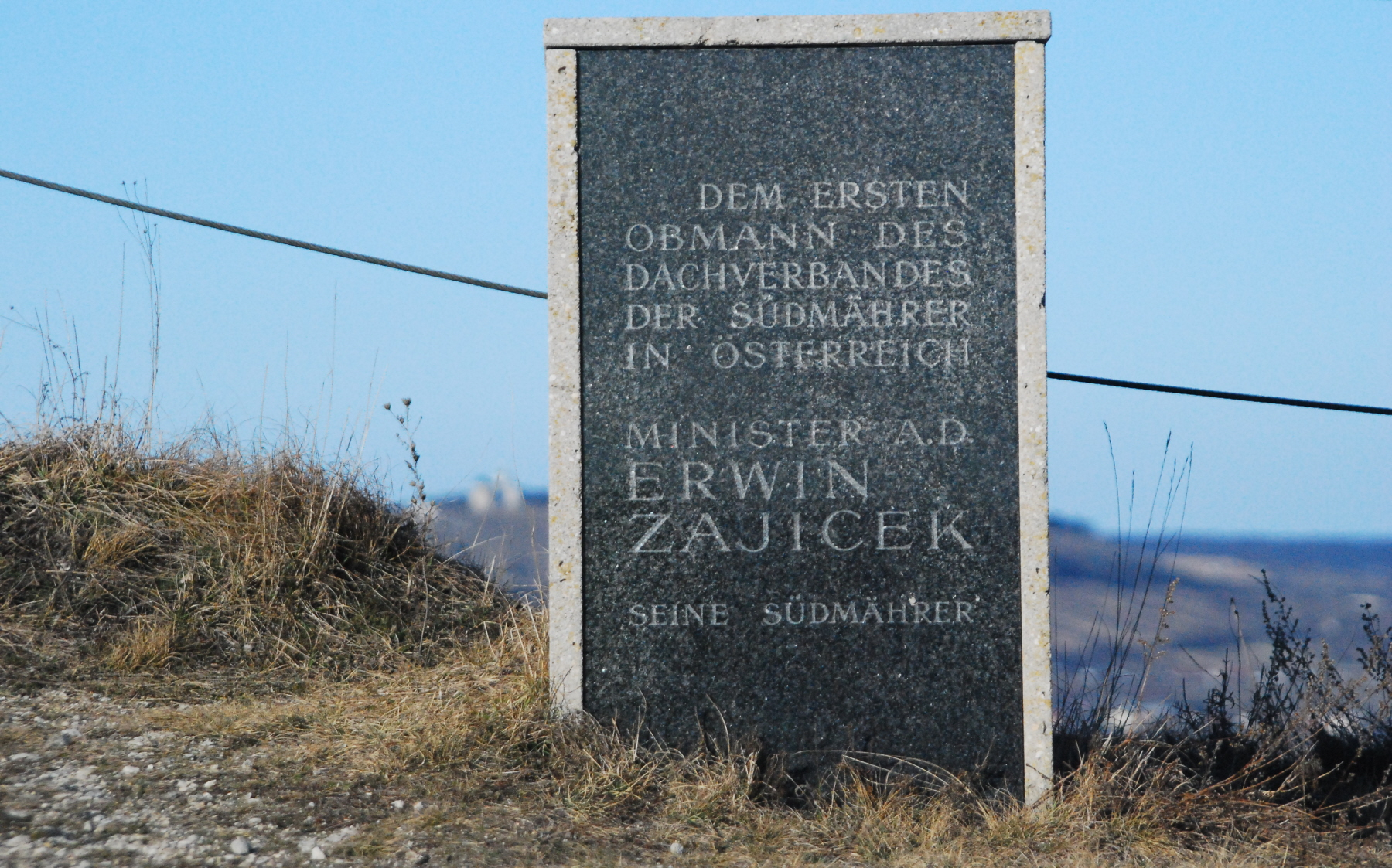
Erwin Zajicek (* 22. November 1890; † 29. Oktober 1976) 48° 45′ 45″ N, 16° 36′ 49″ O

## Prominente Besucher
Im Laufe der Zeit fanden sich auch prominente Besucher auf dem Schweinbarther Berg ein wie etwa
- Fürst Franz Josef II. von Liechtenstein im Jahr 1967[18]
- Staatssekretär Josef Schwarz im Jahr 1966[18]
- Bundespräsident Kurt Waldheim im Jahr 1989[15]
- Otto von Habsburg im Jahr 1990[19]
- Landeshauptmann Leopold Figl im Jahr 1964[20]
- Landeshauptmann Andreas Maurer im Jahr 1967[18]
- Landeshauptmann Siegfried Ludwig in den Jahren 1970, 1972 und 1989[15][18]
- Landeshauptmann-Stellvertreter Rudolf Hirsch im Jahr 1963[21]
- Nationalrat Karl Hubinger im Jahr 1963[21][22]
- Nationalrat Erwin Machunze im Jahr 1963[7]
- Landesrat Josef Hilgarth im Jahr 1963[23]
- Kardinal Hans Hermann Groër im Jahr 1990[24]
- Erzbischof Karl Berg im Jahr 1976[25]
- Militärbischof Alfred Kostelecky im Jahr 1989[15]
- Titularbischof Adolf Kindermann im Jahr 1967[18]
- Domdekan Karl Rühringer, im Jahr 1965[18]